# Communauté de communes du canton de Vassy
La communauté de communes du canton de Vassy est une ancienne communauté de communes française, située dans le département du Calvados.

## Historique
Plus ancienne communauté de communes du Calvados, la communauté de communes du Canton de Vassy est créée le 21 avril 1993. Elle est remplacée au 1er janvier 2016 par la commune nouvelle de Valdallière dont la création a été entérinée par l'arrêté n° 68-15 du 13 octobre 2015. Les communes qui composaient la communauté de communes deviennent les communes déléguées de la commune nouvelle.
Le 1er janvier 2017, la commune nouvelle se joint à la communauté de communes du Pays de Condé et de la Druance, Souleuvre en Bocage, Vire Normandie et  la communauté de communes Intercom séverine pour donner naissance à la communauté de communes Intercom de la Vire au Noireau.

## Composition
Elle était composée des quatorze communes de l'ancien canton de Vassy, intégrées en 2015 au canton de Condé-sur-Noireau et formant au 1er janvier 2016 la commune nouvelle de Valdallière : 
| Nom                    | Code Insee | Gentilé       | Superficie (km2) | Population (dernière pop. légale) | Densité (hab./km2) |
| ---------------------- | ---------- | ------------- | ---------------- | --------------------------------- | ------------------ |
| Vassy (siège)          | 14726      | Vasseyens     | 31,01            | 1 686 (2021)                      | 54                 |
| Bernières-le-Patry     | 14065      | Berniérois    | 15,67            | 524 (2021)                        | 33                 |
| Burcy                  | 14113      | Burcyssiens   | 11,52            | 392 (2021)                        | 34                 |
| Chênedollé             | 14156      | Chênedolliens | 6,91             | 221 (2021)                        | 32                 |
| Le Désert              | 14222      | Désertois     | 3,88             | 72 (2021)                         | 19                 |
| Estry                  | 14253      | Estryens      | 10,75            | 342 (2021)                        | 32                 |
| Montchamp              | 14442      | Molicampiens  | 16,20            | 531 (2021)                        | 33                 |
| Pierres                | 14503      | Pierrotins    | 9,73             | 212 (2021)                        | 22                 |
| Presles                | 14521      | Preslins      | 9,03             | 267 (2021)                        | 30                 |
| La Rocque              | 14539      |               | 4,93             | 83 (2021)                         | 17                 |
| Rully                  | 14549      | Rullyotins    | 9,97             | 214 (2021)                        | 21                 |
| Saint-Charles-de-Percy | 14564      | Caro-Percyais | 6,61             | 194 (2021)                        | 29                 |
| Le Theil-Bocage        | 14686      | Theilleuls    | 8,86             | 194 (2021)                        | 22                 |
| Viessoix               | 14746      |               | 12,87            | 767 (2021)                        | 60                 |

## Compétences
- Aménagement de l'espace
  - Schéma de cohérence territoriale (SCOT) (à titre obligatoire)
  - Schéma de secteur (à titre obligatoire)
- Autres
  - Acquisition en commun de matériel (à titre facultatif)
  - Informatique, ateliers relais (à titre facultatif)
- Développement et aménagement économique
  - Action de développement économique (Soutien des activités industrielles, commerciales ou de l'emploi, soutien des activités agricoles et forestières...) (à titre obligatoire)
  - Création, aménagement, entretien et gestion de zone d'activités industrielle, commerciale, tertiaire, artisanale ou touristique (à titre obligatoire)
- Développement et aménagement social et culturel
  - Activités culturelles ou socioculturelles (à titre facultatif)
  - Activités sportives (à titre facultatif)
  - Construction ou aménagement, entretien, gestion d'équipements ou d'établissements culturels, socioculturels, socioéducatifs, sportifs (à titre optionnel)
  - Transport scolaire (à titre facultatif)
- Énergie - Hydraulique (à titre facultatif)
- Environnement
  - Assainissement non collectif (à titre facultatif)
  - Collecte et traitement des déchets des ménages et déchets assimilés (à titre optionnel)
  - Protection et mise en valeur de l'environnement (à titre optionnel)
- Logement et habitat - Programme local de l'habitat (à titre optionnel)
- Voirie - Création, aménagement, entretien de la voirie (à titre optionnel)

## Administration
| Période    | Période       | Identité           | Étiquette | Qualité        |
| ---------- | ------------- | ------------------ | --------- | -------------- |
| avril 1993 | avril 2008    | Pierre Geoffroy,   | DVD       | Maire de Vassy |
| avril 2008 | avril 2014    | Catherine Boisnier |           | Maire de Burcy |
| avril 2014 | décembre 2015 | Michel Roca        | DVD       | Maire de Vassy |

## Sources
- Le SPLAF - (Site sur la Population et les Limites Administratives de la France)
- La base ASPIC du Calvados - (Accès des Services Publics aux Informations sur les Collectivités)